# تاندراسکریچ ایکس‌اف-۸۴اچ
تاندراسکریچ ایکس‌اف-۸۴اچ (به انگلیسی: Republic_XF-84H) یک هواگرد از نوع جنگنده آزمایشی ساخت شرکت هوانوردی ریپابلیک است. هواگرد تاندراسکریچ ایکس‌اف-۸۴اچ نخستین پروازش را در ۲۲ ژوئیه ۱۹۵۵ میلادی انجام داد. در مجموع، تعداد ۲ فروند از این هواگرد ساخته شده‌است.